# Jānis Ikaunieks (fotbalista)
Jānis Ikaunieks (* 16. února 1995 Kuldīga) je lotyšský profesionální fotbalista, který hraje na pozici ofensivního záložníka za finský klub Kuopion Palloseura a za lotyšský národní tým. Jeho starším bratrem je fotbalista Dāvis Ikaunieks.

## Reprezentační kariéra
Jānis Ikaunieks působil v mládežnických reprezentacích Lotyšska.
V A-mužstvu Lotyšska debutoval 13. 10. 2014 v kvalifikačním zápase v Rize proti reprezentaci Turecka (remíza 1:1).